# 柿内芳文
柿内 芳文（かきうち よしふみ、1978年 - ）は、日本の編集者。株式会社STOKE代表。兄は柿内尚文。
東京都町田市出身。聖光学院中学校・高等学校、慶應義塾大学文学部卒業後、光文社を経て、2010年から2013年まで星海社に在籍。
光文社時代には164万部を売り上げた『さおだけ屋はなぜ潰れないのか?』のほか、『99.9%は仮説』『若者はなぜ3年で辞めるのか?』『江戸三〇〇藩 最後の藩主』『ウェブはバカと暇人のもの』など、ベストセラーを連発した。
2011年、星海社新書編集長に就任。「武器としての教養」をコンセプトに星海社新書の立ち上げに携わる。
2013年11月末をもって星海社から離れることを公表。その後、2013年12月から株式会社コルクに所属。作家エージェントとして『インベスターＺ』『漫画 君たちはどう生きるか』などを編集した後、独立。
2020年現在は、株式会社STOKE代表を務めている。

## エピソード
- 光文社入社3年目に、会計士の山田真哉の『さおだけ屋はなぜ潰れないのか？』をプロデュース。著者と編集者の双方が、20代（当時）で製作した新書がミリオンセラーを記録した[3]。
- 星海社時代に「新書編集歴9年の新書バカ」を自称するなど、「バカ」という言葉に独自のこだわりを持っており、自身が担当した『最高学府はバカだらけ』『就活のバカヤロー』『ウェブはバカと暇人のもの』の3冊を"バカ三部作"と呼んでいる[6]。
- 2009年、『ウェブはバカと暇人のもの』（中川淳一郎著）の売り出しのため、著者と一緒に「テレビブロス」の“赤裸裸対談”で全裸になったところ、10年間音信不通の知人から「何をやってるんだ」と連絡が入ったとのこと[3]。
- 主な担当作家は、山田真哉、中川淳一郎、竹内薫、城繁幸、八幡和郎、杉山茂樹（以上光文社新書）[3]、瀧本哲史、山田玲司、安田峰俊（以上星海社新書）など。
- 自身を「神吉イズムの継承者」と名乗るほど、神吉晴夫に傾倒。『編集者、それはペンを持たない作家である』では「復刊に寄せて」を寄稿している。